# クロンシュタットのイオアン
クロンシュタットの聖イオアン（Иоанн Кронштадтский, Іван Кронштадський, Ioann of Kronstadt, John of Kronstadt, 1829年10月19日 - 1908年12月20日）は、永眠後に列聖され正教会の聖人となった、ロシア正教会の長司祭（妻帯司祭）である。多くの著作と、数々の慈善事業の展開、病人の癒しの奇蹟によって生前より既にその名は知れ渡っており、同時代の日本ハリストス正教会の各種記録にも、その名は頻繁に登場している。
1829年10月19日に、アルハンゲリスク近郊のスーラに生まれる。苦学して神学校に進み、26歳でクロンシュタットの聖アンドレイ大聖堂に司祭として赴任した。なお聖アンドレイ大聖堂は、無神論を掲げて教会を弾圧した旧ソ連政府によって1932年に破壊され、現存していない。

## 事績
多くの説教集をはじめとした著作が遺されており、世界的にもその著述は広く知られている。そのうちの一つ『静思録』は明治時代の日本正教会によって日本語訳もなされ、他にも様々な説教が日本語訳されてきた（外部リンク参照）。

### 慈善事業と海外正教会に対する支援
19世紀末から20世紀初頭にかけ、ロシア帝国に様々な社会問題が山積する中、イオアンは慈善事業や教育に熱心に取り組んだ。職業訓練所、孤児院、無料宿泊所、製パン所、裁縫所、学校が、イオアンの活動によって設立されていった。病気に苦しむ人々に対する癒しの奇蹟の話も伝えられ、そうした奇蹟にあずかろうとして多くの人々がイオアンのもとを訪れた。
聖アンドレイ大聖堂に集まる多くの参祷者に対応するため、大聖堂では毎日聖体礼儀が行われた。
また、海外における正教伝道にも活発に支援を行った。日本正教会に対しても多数の聖器物を含めた物品支援を行い、1903年5月には京都ハリストス正教会の生神女福音聖堂が成聖された際に福音経を贈った。これは日露関係が悪化していた、日露戦争の前年のことである。

### 説教と著作
『静思録』をはじめ、多くの著作・説教が知られている。特に領聖についての説教・著述はよく知られており、クロンシュタットの聖イオアンのイコンに聖爵が描かれるのはそうした説教内容に由来する。ロシア革命と、それにより教会が受ける弾圧と苦難を予見し、人々に対して悔い改めを呼びかけた事も知られている。
レフ・トルストイとの交流も知られるが、後にはトルストイの聖職者への呼びかけに罵倒で応えるなど関係が悪化した。しかしながらロシア正教会との関係が悪化するトルストイとの交流をイオアン神父は絶やさず、トルストイに正教に立ち帰る事を望み続けた。

#### 領聖について
当時のロシア正教会では、領聖があまり頻繁に行われなかった。足繁く教会に足を運ぶ熱心な信徒でも、年間の領聖回数は数回に満たないのはごく当たり前であった。それどころか生涯の領聖回数が数回に満たない事例も全く珍しいものではなかった。その理由としては、当時の人々が領聖に際して、斎（ものいみ）を入念に行った上で、長時間の痛悔機密を経た上で領聖するという、聖体尊血に対して極めて慎重な姿勢を保持していた事などが挙げられる。
これに対し、聖伝に基づき、領聖をもっと頻繁に行うべきであるとする意見はロシア正教会内でも強まっていた。クロンシュタットの聖イオアンはその代表的な人物の一人であり、教区信徒に対して頻繁な領聖を勧め、個人での痛悔機密ではなく集団での痛悔機密を実行し、多くの教区信徒の領聖に際して精神的便宜を図った。
現在でもロシア正教会とその影響を受けた地域の正教会では、領聖を慎重に行うべきであるとする見解と、領聖を頻繁に行う事を勧める見解とが様々な温度差のもとに並立しているが、クロンシュタットの聖イオアンによる著述は特に後者の論拠とされることが多い。前者について言えば、「生涯の領聖回数を数度に限定する」までに極度に領聖に対して慎重な姿勢をとる見解は、こんにちでは珍しいものとなっている。

### レウシンスキー女子修道院とポドヴォリエ
イオアン神父は、レウシンスキー女子修道院を創建し、サンクトペテルブルクにポドヴォリエも設立した。前者は旧ソ連時代に閉鎖され新たに作られたダムの湖底に沈み、現在は残っていない。ポドヴォリエの方は精神病院に転用されていたが、ペレストロイカ後に一部（3階の聖堂）がロシア正教会に返還され、現在、教会として使用されている。

## 思想傾向
ロシアの君主制支持と排外主義を特徴とする政治組織である「ロシア人民連合（英語版記事）」の一員として、反セム主義団体の黒百人組の活動を支持していたが、一方で、キシナウで1903年に起きたユダヤ人虐殺事件に際しては、虐殺の加害者を非難してもいる。また、特に日本をはじめとして海外現地人のための伝道活動にも支援を行う（前述）など、一民族にとどまらない正教会の伝道活動にも尽力している。